# 弁護人
弁護人（べんごにん）は、刑事手続において被疑者または被告人が正当に権利を行使し、また正当な利益を保護するための支援者・代弁者である。

## 概要
日本国憲法および現行刑事訴訟法の下では、刑事手続において被疑者（被告人）は訴追側（検察官）と同等の立場にあるとされている（いわゆる当事者主義的訴訟構造）。しかし、通常は一般市民にすぎない被疑者が自らを法的に防御することは難しく、現実において捜査機関と比較すると、その立場は圧倒的に弱い。そこで、被疑者（被告人）がその不均衡を補い、刑事手続における正当な利益を擁護するために、自らの代理人として選任した弁護士など法律で精通した専門家などのことを、弁護人という。刑事訴訟法は全ての被疑者・被告人に対し弁護人を選任する権利を保障している。
弁護人の役割の中心は、法律上の支援（権利告知、法知識・防御手段の提供など）が中心であるが、それにとどまらず、面会（接見）を行い、被疑者の不安を軽減する精神的な支援も行っている。特に、被疑者・被告人が身柄を拘束されている場合には、外界との接触が当然に制限され、孤独になりがちであるため、精神的な支援が重視される。
なお、弁護人は原則として弁護士から選任しなければならない（刑事訴訟法31条1項）。一定の場合には弁護士でない者を弁護人に選任することができる（同2項本文）が、地方裁判所においては他に弁護士である弁護人がいる場合に限られる（同2項ただし書）。また、無報酬である必要がある（弁護士法72条）。
弁護人は1人である必要はない。審級代理の原則が取られており、控訴・上告がされた場合は、審級ごとに選任する手続が必要である。

## 種類

### 選任者による分類

#### 私選弁護人
被疑者・被告人またはその関係者（法定代理人・一定範囲の親族等）が選任した弁護人のことである。積極的に被疑者・被告人等が特定の弁護士等を指名し、弁護人を依頼するケースである。弁護人の費用は、当該弁護士等との合意により選任した者が負担することとなる。選任者が異なるという点を除けば、国選弁護人（後述）と職務及び権限の内容に違いはない。

#### 国選弁護人
国（裁判所）が選任する弁護人である。選任者が異なるという点を除けば、私選弁護人と職務および権限の内容に違いはない（ただし弁護士でなければならない）。

#### 特別弁護人
ほとんどの場合、弁護人は弁護士の中から選ばれるが、法律以外の特定の分野に精通した弁護人が必要な場合は裁判所の許可を得て弁護士資格のない者でも弁護人として選任することが可能である。これを特別弁護人（とくべつべんごにん）という。

### 役割による分類

#### 主任弁護人
被疑者（被告人）に2人以上の弁護人が選任されている場合に、他の弁護人を統制・代表する者である。複数人の弁護人がいる場合には必ず選定されなければならない。他の弁護人のする申立てや質問、陳述に対する同意権を持つ。